# 22929 Seanwahl
22929 Seanwahl este un asteroid din centura principală de asteroizi.

## Descriere
22929 Seanwahl este un asteroid din centura principală de asteroizi. A fost descoperit pe 4 octombrie 1999 la Socorro, New Mexico, în cadrul proiectului LINEAR. Asteroidul prezintă o orbită caracterizată de o semiaxă mare de 2,55 ua, o excentricitate de 0,04 și o înclinație de 5,0° în raport cu ecliptica.